# Marc Pugh
Marc Anthony Pugh (Bacup, Anglia, 1987. április 2. –) angol labdarúgó. Főként szélsőként játszik, de középpályásként és csatárként is bevethető.
Pugh a Burnley-nél kezdte a pályafutását, miután felkerült az első csapathoz a klub akadémiájáról. 2006-ban rövid időre a Buryhez igazolt, majd a Shrewsbury Town játékosa lett. 2009-ben a Hereford Unitedhez szerződött, majd egy szezonnal később leigazolta a Bournemouth.

## Pályafutása

### Burnley
Pugh fiatalon csatlakozott a Burnley ifiakadémiájához, ahol 2003-ban kapta meg első ifiszerződését. Az idény során olyan jól teljesített mind az ifi-, mind a tartalékcsapatban, hogy kétszer az első csapat keretébe is bekerült, és a cserepadról nézett végig két Ligakupa-meccset. A szerződéskötése utáni harmadik szezonban összesen 15 gólt szerzett az ifi- és tartalékcsapatokban, így a klub vezetősége 2005 novemberében úgy döntött, hogy tapasztalatszerzés céljából kölcsönadja a Kidderminster Harriersnek. Egy Stevenage Borough ellen 3-1-re elveszített meccsen mutatkozott be, miután a 86. percben csereként beállt. A Dagenham & Redbridge ellen első gólját is megszerezte, 3-1-es győzelemhez segítve a csapatot. Ugyanezen a meccsen egy látványos gólpasszt is adott, miután sarokkal átemelte a labdát az ellenfél egyik játékosának feje fölött, ezzel a mozdulattal a Soccer AM című műsorba is bekerült. 2005. december 13-án, egy lágyéksérülés miatt vissza kellett térnie a Burnleyhez. 2006. január 7-én azonban visszatért a Harriershez. 2006 februárjában világossá vált számára, nagy valószínűséggel nem fog profi szerződést kapni a Burnleytől, mivel Chris McCann és Kyle Lafferty is szerződést kaptak, mindössze két évvel azután, hogy aláírták ifiszerződésüket.

### Bury
Miután ingyen távozott a Burnleytől, Pugh szabadügynökként keresett új klubot magának. Végül a League Two-ban szereplő Burynél kapott lehetőséget, ahol három hét próbajáték után rövid távú szerződést kapott. Tétmeccsen 2006. március 25-én debütált a kiesés ellen harcoló klubban, a Rochdale ellen. Kezdőként április 15-én, a Lincoln City ellen játszott először. Az 1-1-es döntetlenre végződő találkozón első gólját is megszerezte új csapatában. "Mark egy jó játékos, fényes jövő előtt áll, ha képes a játékra koncentrálni" - mondta a meccs után a Bury menedzsere, Chris Casper. Többek között Pugh jó teljesítményének is köszönhetően a Bury bennmaradt a negyedosztályban, így Casper egyéves szerződést kínált neki, amit el is fogadott. Ez volt pályafutása első profi kontraktusa. A 2006/07-es szezonban állandó tagja volt a csapatnak és az első félévben olyan jól teljesített, hogy a klub szerződéshosszabbítást kínált neki, amit ő visszautasított, mondván, szeretné kivárni a további lehetőségeit. Chris Casper csalódottságát fejezte ki a játékos válasza miatt, aki később úgy nyilatkozott, hogy döntésének nem anyagi okai voltak. A szezon során még többször próbált hosszabbítani vele a Bury, de Pugh mindannyiszor nemet mondott. Casper ezért az ügynökét hibáztatta.

### Shrewsbury Town
Több csapat is érdeklődött Pugh iránt, végül 2007. május 29-én a Shrewsbury Townhoz írt alá, egy bíróság által meghatározott, ismeretlen összeg fejében. A Shrewsbury menedzsere, Gary Peters elárulta, hogy korábban is megpróbálta leigazolni Pugh-t, Glynn Hurstöt felajánlva a Burynek cserébe. Egy Lincoln City ellen 4-0-ra megnyert meccsen mutatkozott be, ahol ő adta a gólpasszt Andy Cooke-nak a harmadik gól előtt. 2007 novemberében megsérült, az orvosok eleinte komoly porcsérülésre gyanakodtak és előzetesen hosszú kihagyást jósoltak neki, a vizsgálatok eredményei azonban akut íngyulladást mutattak és napokkal később újra edzésbe állhatott. A Dagenham & Redbridge ellen tért vissza és megszerezte első gólját is a 4-0-s sikerrel záruló találkozón. A szezon során még további két bajnoki gólt szerzett, minden sorozatot egybevéve összesen 38 meccsen lépett pályára és négyszer talált be.
A 2008/09-es idény elején képtelen volt bekerülni a Shrewsbury kezdőjébe, így 2008. szeptember 12-én kölcsönben a szintén negyedosztályú Luton Townhoz igazolt, egy hónapra. Egy Aldershot Town ellen 3-1-re megnyert meccsen debütált. Összesen négy bajnokin lépett pályára a Luton színeiben, mielőtt visszatért volna csapatához. 2009. március 26-án ismét kölcsönadták, ezúttal a harmadosztályú Hereford Unitednek. Két nappal később, a Huddersfield Town ellen mutatkozott be. 2009. április 4-én megszerezte első gólját is, 2-2-re kiegyenlítve a Hartlepool United ellen, de csapata végül 4-2-re kikapott. Kölcsönszerződése ideje alatt kilenc meccsen játszott a Herefordban és egy gólt szerzett. 2009. június 26-án szerződést bontott vele a Shrewsbury Town.

### Hereford United
Négy nappal elküldése után, június 30-án Pugh egyéves szerződést írt alá az időközben a negyedosztályba kiesett Hereford Uniteddel. A 2009/10-es szezont a csapat házi gólkirályaként zárta, 13 találattal.

### Bournemouth
A Hereford egy új, kétéves szerződést kínált neki, de ő úgy döntött, hogy inkább a League One-ba frissen feljutott Bournemouth-hoz igazol. Az átigazolás 2010. június 4-én történt meg, egy bíróság által meghatározott összeg ellenében. Augusztus 7-én, a Charlton Athletic elleni szezonnyitón mutatkozott be új csapatában, első gólját pedig augusztus 14-én, a Peterborough United ellen szerezte.
A 2014/15-ös évadban Pugh is tagja volt annak a csapatnak, mely bajnok lett a másodosztályban és fennállása során először feljutott a Premier League-be. Remekül kezdte a szezont, mindössze 26 másodperc után betalált az első meccsen, a Huddersfield Town ellen, melyet csapata 4-0-ra megnyert. 2014. október 25-én Pugh megszerezte pályafutása első mesterhármasát, ezzel klubrekordot jelentő 8-0-s sikerhez segítve csapatát a Birmingham City ellen. Ő szerezte az első gólt azon a Bolton Wanderers elleni találkozón, melyen eldőlt, hogy a Bournemouth feljut a Premier League-be.

## Sikerei, díjai

### Bournemouth
- Football League One
  - Ezüstérmes: 2012/13
- Football League Championship
  - Bajnok: 2014/15
- AFC Bournemouth - Az év játékosa: 2012